# Nicholas Britell
Nicholas Britell (* 17. října 1980 New York) je americký skladatel filmové hudby pro film a televizi. Za svou tvorbu získal či byl nominován na mnoho filmových cen.

## Život a dílo
Vyrůstal v židovské rodině v New Yorku. V roce 2003 dokončil studium na Harvardově univerzitě, byl členem spolku Phi Beta Kappa.
Napsal hudbu přibližně ke 20 filmům (stav v roce 2023). Za filmovou hudbu ke snímkům Moonlight (2016), Kdyby ulice Beale mohla mluvit (2018) a K zemi hleď! (2021) byl nominován na Oscara, za film Moonlight byl nominován na Zlatý glóbus za nejlepší hudbu, za filmy Kdyby ulice Beale mohla mluvit a K zemi hleď! na cenu BAFTA. K dalším filmům, k nimž složil hudbu, patří například Sázka na nejistotu (2015), Příběh lásky a temnoty (2015), Boj za svobodu (2016), Souboj pohlaví (2017), Vice (2018), Král (2019), Cruella (2021) a Když promluvila (2022).
V roce 2018 začal skládat hudbu pro svůj první televizní projekt, seriál Boj o moc, jehož zejména úvodní znělka se stala značně populární. Za tuto znělku získal Cenu Emmy a za hudbu k seriálu byl nominován na několik dalších cen, včetně Ceny Grammy. K dalším televizním projektům, na nichž spolupracoval, patří seriál Andor (2022).
Je ženatý s violoncellistkou Caitlin Sullivanovou.